# Parroquia de Saint Joseph (Dominica)
Saint Joseph es una parroquia de Dominica. Limita al norte con Saint Peter, al noreste con Saint Andrew, al este con Saint David , y al sur con Saint Paul. Tiene un área de 120.1 kilómetros cuadrados y una población de 5.403 personas, lo que da una densidad de 44,99 habitantes por km². La capital de la parroquia es Saint Joseph.

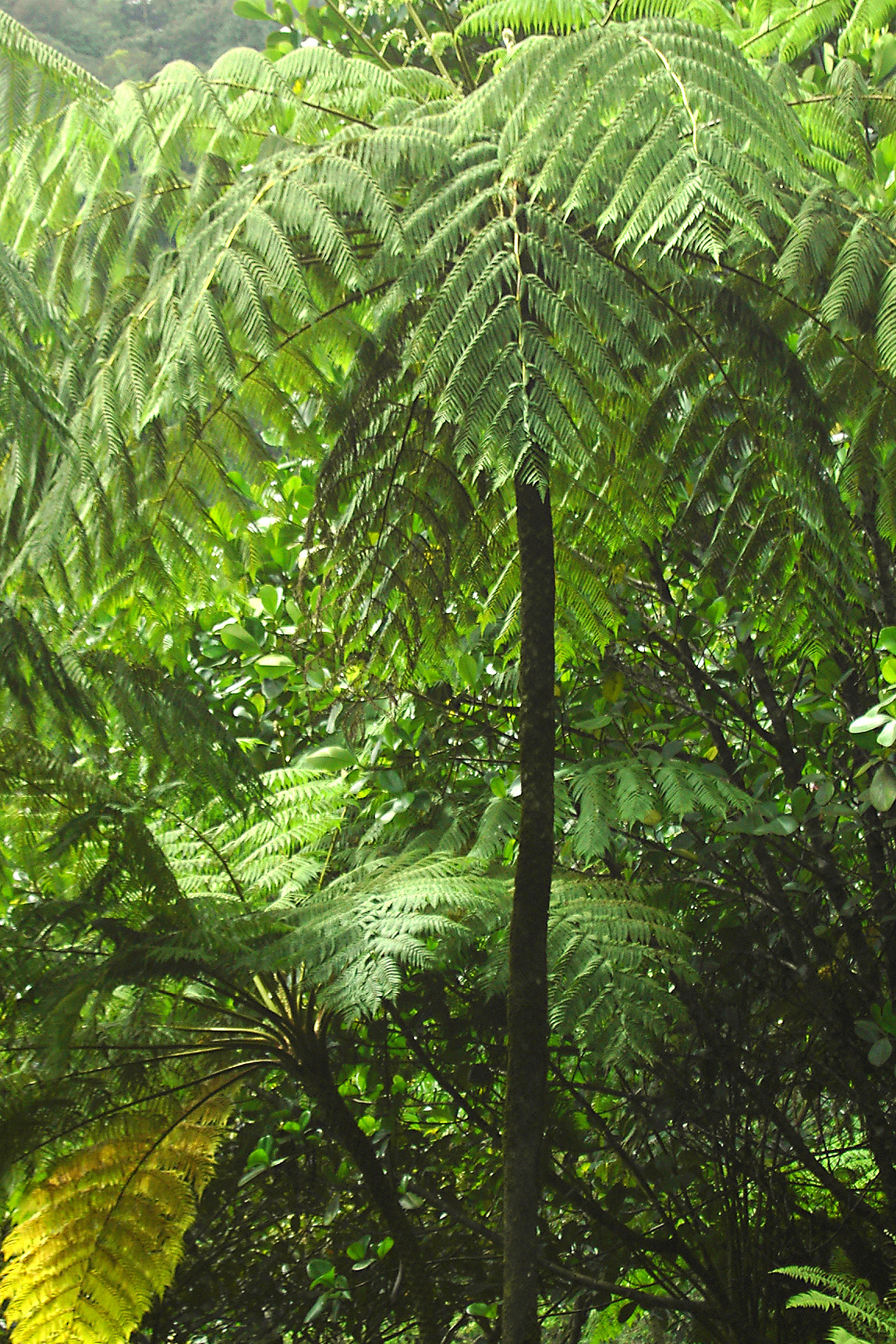
Vegetación de las selvas de Saint Joseph.

La aldea de Saint Joseph es la localidad más grande de toda la parroquia; fue utilizada para grabar una película de 1988, La séptima profecía. La mayoría de las aldeas están situadas en la costa:  Salisbury (también llamada Baroui), Coulibistri, Mero y Morne Raquette , pero otra localidad pequeña, Belles, está situada en el interior.